# Richard Mulcahy
Richard James Mulcahy (en irlandés Risteárd Séamus Ó Maolchatha) (10 de mayo de 1886 - 16 de diciembre de 1971) fue un político irlandés, general del ejército y Comandante en Jefe, líder del Fine Gael y ministro. Participó en el Alzamiento de Pascua de 1916 y fue Jefe del Estado Mayor del IRA durante la Guerra de la Independencia y comandante de las fuerzas pro-tratado durante la guerra civil. 

## Primeros años y Alzamiento de Pascua de 1916
Richard Mulcahy nació en Manor Street, Waterford, el 10 de mayo de 1886. Fue educado en la Escuela de los Hermanos Cristianos Monte Sion y posteriormente en Thurles, en el condado de Tipperary, donde su padre dirigía la oficina de correos. Una de sus abuelas era una cuáquera, que fue desheredada por casarse con un católico. En 1902 entró a trabajar en la Oficina de Correos y trabajó en Thurles, Bantry, Wexford y Dublín. Fue miembro de los Voluntarios Irlandeses desde 1913, y se unió también a la Hermandad Republicana Irlandesa y a la Liga Gaélica. 
Durante el Alzamiento de Pascua participó junto a Thomas Ashe (que moriría durante una huelga de hambre) en una acción contra la Royal Irish Constabulary en Waterford. Detenido por las fuerzas británicas, fue internado en Knutsford y en el Campo de Internamiento de Frongoch, en Gales, hasta su liberación el 24 de diciembre de 1916.

## Guerra de Independencia y guerra civil
Tras ser puesto en libertad, se unió inmediatamente con el movimiento republicano y se convirtió en comandante de la Brigada de Dublín de los Voluntarios Irlandeses. Elegido diputado en las elecciones de 1918, fue nombrado Ministro de la Guerra en el gobierno republicano. En marzo de 1919 fue nombrado Jefe del Estado Mayor del IRA, puesto que mantendría hasta enero de 1922.
Él y Michael Collins fueron los artífices de la campaña militar contra el gobierno británico durante la Guerra de la Independencia. En 1919 contrajo matrimonio con Mary Josephine Ryan, hermana de James Ryan y de Kate y Phyllis Ryan, esposas sucesivas de Seán O'Kelly. Ambos hombres acabarían formando parte de los gobiernos del Fianna Fáil. 
Tras la firma del Tratado Anglo-Irlandés de 1921, Mulcahy se unió a los pro-tratadistas y fue nombrado Comandante en Jefe del ejército del Gobierno Provisional durante la guerra civil. Suya fue la orden de ejecutar a aquellos activistas anti-tratado a los que se encontrara portando armas, siendo un total de 77 prisioneros fueron ejecutados por el Gobierno Provisional. Mulcahy ocupó después el cargo de Ministro de la Guerra del Estado Libre Irlandés entre enero y marzo de 1924, pero dimitió tras las críticas recibidas por el gobierno sobre su gestión del conocido como "motín del ejército", protagonizado por los militares veteranos que fueron desmovilizados al concluir la guerra civil. No obstante, volvió a entrar en el gobierno en 1927, al frente del Ministerio de Gobierno Local y Salud Pública.

## Vida política posterior
Durante su vida política, sus resultados electorales en el Dáil Éireann fluctuaron. Fue elegido TD (Teachta Dála, Miembro del Parlamento) por la circunscripción de Dublín Noroeste en las elecciones generales de 1921 y 1922. Al año siguiente, en las elecciones de 1923, se presentó por Dublín Noreste, donde volvería a ganar en 1927 (junio y septiembre), 1932 y 1933.
En 1937 sería derrotado, pero consiguió ser elegido senador en el Seanad Éireann (el senado irlandés) tras la votación del Panel Administrativo. El Segundo Senado no llegó a los dos meses de vida, y fue elegido nuevamente diputado del Dáil por Dublín Noreste en las elecciones de 1938. Derrotado nuevamente en 1943, formó parte del Cuarto Senado tras ser votado por el Panel de Trabajo.

## Líder del Fine Gael
Tras la dimisión de William Cosgrave en 1944, Mulcahy se convirtió en el nuevo líder del Fine Gael desde su puesto de senador, mientras que Thomas O'Higgins era el líder del partido en el Dáil. En las elecciones de ese mismo año, Mulcahy se presentó por Tipperary, regresando nuevamente al Parlamento.
Mulcahy se tuvo que enfrentar entonces a la ardua tarea de revivir un partido que no había ganado unas elecciones desde 1932. En sus primeras elecciones como líder del partido, preparó una lista rejuvenecida. Consiguió apartar la imagen de antipatía de Cosgrave viajando por el país y consiguiendo traer nuevos aires al Fine Gael. Aunque esto sirvió para detener el declive del partido, sus expectativas de futuro aún no estaban claras.
Tras las elecciones de 1948 subió al poder el primer gobierno de coalición de la historia de Irlanda. El Fine Gael, el Partido Laborista, el Partido Nacional del Trabajo, Clann na Poblachta y Clann na Talmhan se unieron para desplazar al Fianna Fáil del poder. La posibilidad de un pacto había sido sugerida durante la campaña por algunos diputados independientes y otros del Fine Gael. Sin embargo, fue Mulcahy el que decidió poner en práctica ese plan para tratar de lograr un gobierno viable. Dado que el Fine Gael era el partido mayoritario en este nuevo gobierno, a él le correspondería la elección del Taoiseach, que parecía probable recayera en Mulcahy. Pero los republicanos de Clann na Poblachta, liderados por Seán MacBride, consideraban este nombramiento inaceptable debido las ejecuciones ordenadas por él durante la guerra civil. Sin el apoyo de los republicanos, la coalición quedaría a 17 escaños de la mayoría absoluta, por lo que Mulcahy decidió retirarse y apoyar la candidatura de su compañero de partido John Costello, que se convertiría en líder parlamentario del Fine Gael mientras que Mulcahy ejercería funciones meramente nominales en el partido.
Entre 1948 y 1951, Mulcahy ocuparía el cargo de Ministro de Educación y Ciencia. Tras las elecciones de 1954, un nuevo gobierno de coalición ocuparía el poder y Mulcahy repetiría en la cartera de Educación hasta 1959. En octubre de 1960 anunció a sus compañeros de Tipperary que no pensaba presentarse a la reelección en 1961
Mulcahy falleció en 1971 en Dublín a causa de su avanzada edad. Tenía 85 años.